# Helmut Engler

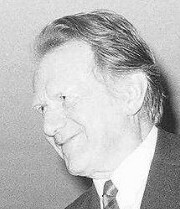
Helmut Engler (1985)

Helmut Engler (* 14. April 1926 in Freiburg im Breisgau; † 25. Oktober 2015 ebenda) war ein deutscher Jurist und Politiker der CDU.

## Ausbildung und Beruf
Engler wuchs in Freiburg auf und machte am Berthold-Gymnasium 1944 das Abitur. Nach seinem Kriegsdienst und einer einjährigen Tätigkeit als Landarbeiter studierte er ab 1946 Jura und legte 1949 seine erste und 1953 seine zweite juristische Staatsprüfung ab. 1968 wurde er an der Albert-Ludwigs-Universität Freiburg mit dem Dissertationsthema Annahme an Kindes Statt (§§ 1741–1772 BGB) zum Dr. jur. promoviert.
Ab 1953 war Engler Gerichtsassessor und Landgerichtsrat am Landgericht Freiburg, dazwischen zwei Jahre wissenschaftlicher Hilfsarbeiter im Bundesjustizministerium, ab 1959 Persönlicher Referent des Präsidenten des Bundesverfassungsgerichts und Präsidialrat des Ersten Senats dieses Gerichts, ab 1963 Oberlandesgerichtsrat am Oberlandesgericht Karlsruhe (Zivilsenate in Freiburg). Zum 1. August 1968 wurde er als ordentlicher Professor auf einen Lehrstuhl für Bürgerliches Recht und Zivilprozessrecht an der Rechtswissenschaftlichen Fakultät der Albert-Ludwigs-Universität Freiburg berufen, der er ab 1973 vier Jahre lang als Rektor vorstand, seit 1975 zugleich als Vorsitzender der Landesrektorenkonferenz der baden-württembergischen Universitäten.

## Politische Tätigkeit
1977 wurde Engler Nachfolger von Kurt Rebmann als Ministerialdirektor beim Justizministerium Baden-Württemberg unter Justizminister Guntram Palm. Als Ministerpräsident Hans Filbinger im Mai 1978 sein Kabinett umbildete und das Kultusministerium in zwei Ministerien aufteilte, wurde Engler zum ersten Minister für Wissenschaft und Kunst Baden-Württembergs ernannt. Er trat dann auch in die CDU ein.
Engler konnte sich auch unter Ministerpräsident Lothar Späth als Wissenschaftsminister behaupten, musste dann aber 1991 sein Amt aufgeben, als Späth zurücktrat. In seine Amtszeit fiel unter anderem der Entzug der kirchlichen Lehrbefugnis für Hans Küng an der Universität Tübingen sowie die Schließung zweier Pädagogischer Hochschulen.
Nach seinem Ausscheiden als Minister nahm Engler seine Professur an der Rechtswissenschaftlichen Fakultät der Universität Freiburg wieder auf.
Engler starb mit 89 Jahren im Oktober 2015. Er hinterließ seine Frau Gertrud geb. Schmukle und drei Kinder.

## Ehrungen
- 1983: Großes Verdienstkreuz der Bundesrepublik Deutschland
- 1986: Großes Verdienstkreuz mit Stern der Bundesrepublik Deutschland